# Локателли, Уго
У́го Локате́лли (итал. Ugo Locatelli; 5 февраля 1916, Тосколано-Мадерно — 28 мая 1993, Турин) — итальянский футболист, защитник. Чемпион мира 1938 года, чемпион Олимпиады 1936 года.

## Карьера
Уго Локателли начал свою карьеру в клубе серии В «Брешиа» в возрасте 16-ти лет в клубе, играя на позиции центрального нападающего, выйдя  на поле 10 раз и забив 5 мячей Локателли помог клубу выйти в серию А. В высшем итальянском дивизионе Локателли дебютировал в матче с «Ромой» 10 сентября 1933 года. В следующем сезоне Локателли был отдан в аренду в клуб «Аталанта», в которой он, как и в «Брешии», играл центрального нападающего, проведя в серии В 12 матчей и забив 6 голов. Возвратившись в «Брешию», Локателли был переведён со своего места центрфорварда на позицию центрального полузащитника, куда его «направил» новый главный тренер клуба Умберто Калигарис, назвавший смену амплуа футболиста «положительным опытом».

«Позиция полузащитника позволяла мне наиболее полным образом в матче, играть в защите, в центре поля и использовать свои возможности в атаке.»

В том же сезоне Локателли дебютировал в сборной Италии на Олимпиаде, 3 августа 1936 года выйдя на после в матче со сборной США. На олимпийском турнире Локателли провёл все 4 матча, став победителем Олимпийских игр.
В 1936 году Локателли перешёл в клуб «Интернационале», дебютировав в матче на Кубок Митропы 21 июня против команды «Жиденице» из города Брно. Уже во втором сезоне с новым клубом Локателли, впервые в своей карьере стал чемпионом Италии, в том же «победном» сезоне Локателли сыграл свой первый матч за неолимпийскую сборную Италии, 5 декабря 1937 года с Францией. В следующем году Локателли поехал в составе сборной на чемпионат мира, где провёл все 4 игры, а итальянцы, победив всех своих соперников, Норвегию, Францию, Бразилию и в финале Венгрию, стали лучшей командой в мире.

«Я с большим удовольствием помню Олимпийскую победу, чем победу на мундиале. По моему мнению, победа на Олимпиаде важнее и главнее, не только у любителей футбола, но спорта вообще, быть награждённым под Олимпийских огнём, даёт непередаваемые ощущения. Чтобы ещё больше поддержать мою позицию, которая может быть только собственной, — это факт того, что, когда мы вернулись в Италию, только ступив на границу страны, мы увидели тысячи людей, ждавших и приветствовавших нас, больше, чем после четырёх побед мундиаля. И ещё я хочу уточнить одну вещь; победа на Олимпиаде гарантировала мне „билет в жизнь“ на каждую итальянскую трибуну славы, во всех видах спорта. Билет, на котором написано „Олимпийский чемпион“, а не „Чемпион мира по футболу“.»

После победы на Кубке мира, Локателли ещё 3 сезона провёл в «Интере», помог клубу выиграть кубок Италии в 1939 году, а через год и второе, для Локателли, «скудетто». Свою последнюю игру в составе «Интернационале» он сыграл 27 апреля 1941 года, в которой клуб Локателли проиграл домашний матч «Торино» 0:2.
В 1941 году Локателли перешёл в «Ювентус». Свой первый матч за «бьянконери» он провёл 12 октября против клуба «Про Патрия», который завершился победой «Юве» 5:0, в том же году «Ювентус» выиграл кубок Италии, в финале разгромив «Милан» 4:1. Всего в составе «Юве» Локателли сыграл 181 матч, забив 8 голов, ему пришлось завершить свою карьеру в 1949 году из-за электрокардиограммы, показавшей, что сердце футболиста может не выдержать нагрузок.
После этого Локателли остался в «Ювентусе» работая руководителем всех молодёжных команд клуба и пробыл на этой должности с 1952 по 1962 год. А после работал наблюдателем в самых младших секциях клубных команд «Юве».

## Статистика выступлений
| Статистика клубных выступлений Фони | Статистика клубных выступлений Фони | Статистика клубных выступлений Фони | Статистика клубных выступлений Фони | Статистика клубных выступлений Фони | Статистика клубных выступлений Фони | Статистика клубных выступлений Фони | Статистика клубных выступлений Фони | Статистика клубных выступлений Фони | Статистика клубных выступлений Фони |
| Сезон                               | Клуб                                | Лига                                | Чемпионат                           | Чемпионат                           | Кубок                               | Кубок                               | Митропа                             | Митропа                             |                                     |
| Сезон                               | Клуб                                | Лига                                | Игры                                | Голы                                | Игры                                | Голы                                | Игры                                | Голы                                |                                     |
| ----------------------------------- | ----------------------------------- | ----------------------------------- | ----------------------------------- | ----------------------------------- | ----------------------------------- | ----------------------------------- | ----------------------------------- | ----------------------------------- | ----------------------------------- |
| 1932/33                             | Брешиа                              | Серия В                             | 10                                  | 5                                   |                                     |                                     |                                     |                                     |                                     |
| 1933/34                             | Брешиа                              | Серия А                             | 14                                  | 3                                   |                                     |                                     |                                     |                                     |                                     |
| 1934/35                             | Аталанта                            | Серия В                             | 12                                  | 6                                   |                                     |                                     |                                     |                                     |                                     |
| 1935/36                             | Брешиа                              | Серия А                             | 29                                  | 2                                   | ?                                   | ?                                   |                                     |                                     |                                     |
| 1936/37                             | Интер Милан                         | Серия А                             | 30                                  | 0                                   | 4                                   | 0                                   | 6                                   | 0                                   |                                     |
| 1937/38                             | Интер Милан                         | Серия А                             | 30                                  | 0                                   | 0                                   | 0                                   |                                     |                                     |                                     |
| 1938/39                             | Интер Милан                         | Серия А                             | 28                                  | 0                                   | 5                                   | 0                                   | 4                                   | 0                                   |                                     |
| 1939/40                             | Интер Милан                         | Серия А                             | 29                                  | 1                                   | 1                                   | 0                                   | 2                                   | 0                                   |                                     |
| 1940/41                             | Интер Милан                         | Серия А                             | 29                                  | 0                                   | 0                                   | 0                                   |                                     |                                     |                                     |
| 1941/42                             | Ювентус                             | Серия А                             | 29                                  | 0                                   | 6                                   | 0                                   |                                     |                                     |                                     |
| 1942/43                             | Ювентус                             | Серия А                             | 27                                  | 3                                   | 2                                   | 0                                   |                                     |                                     |                                     |
| 1945/46                             | Ювентус                             | Серия А                             | 35                                  | 3                                   |                                     |                                     |                                     |                                     |                                     |
| 1946/47                             | Ювентус                             | Серия А                             | 30                                  | 1                                   |                                     |                                     |                                     |                                     |                                     |
| 1947/48                             | Ювентус                             | Серия А                             | 26                                  | 1                                   |                                     |                                     |                                     |                                     |                                     |
| 1948/49                             | Ювентус                             | Серия А                             | 26                                  | 0                                   |                                     |                                     |                                     |                                     |                                     |

## Достижения
- чемпион Олимпиады: 1936
- Чемпион мира: 1938
- Чемпион Италии: 1938, 1940
- Обладатель кубка Италии: 1939, 1942